# Nyae-Nyae-Pfanne
Die Nyae-Nyae-Pfanne (englisch Nyae Nyae Pan) ist eine Senke mit einem nach starken Regenfällen Wasser führenden See in der Kalahari, etwa 20 km südlich der Siedlung Tsumkwe. Die Pfanne liegt auf 1150 m in der Region Otjozondjupa. Die Senke ist bekannt für die zeitweilig auftretenden Schwärme an Flamingos.
Das die Pfanne umgebende Gebiet ist traditionelles Siedlungsland der San. Sie werden dort unter anderem durch die Nyae Nyae Development Foundation gefördert. Das Gebiet ist Teil der knapp 9000 km² großen Nyae Nyae Conservancy, eines kommunalen Schutzgebiets mit etwa 3200 Bewohnern.

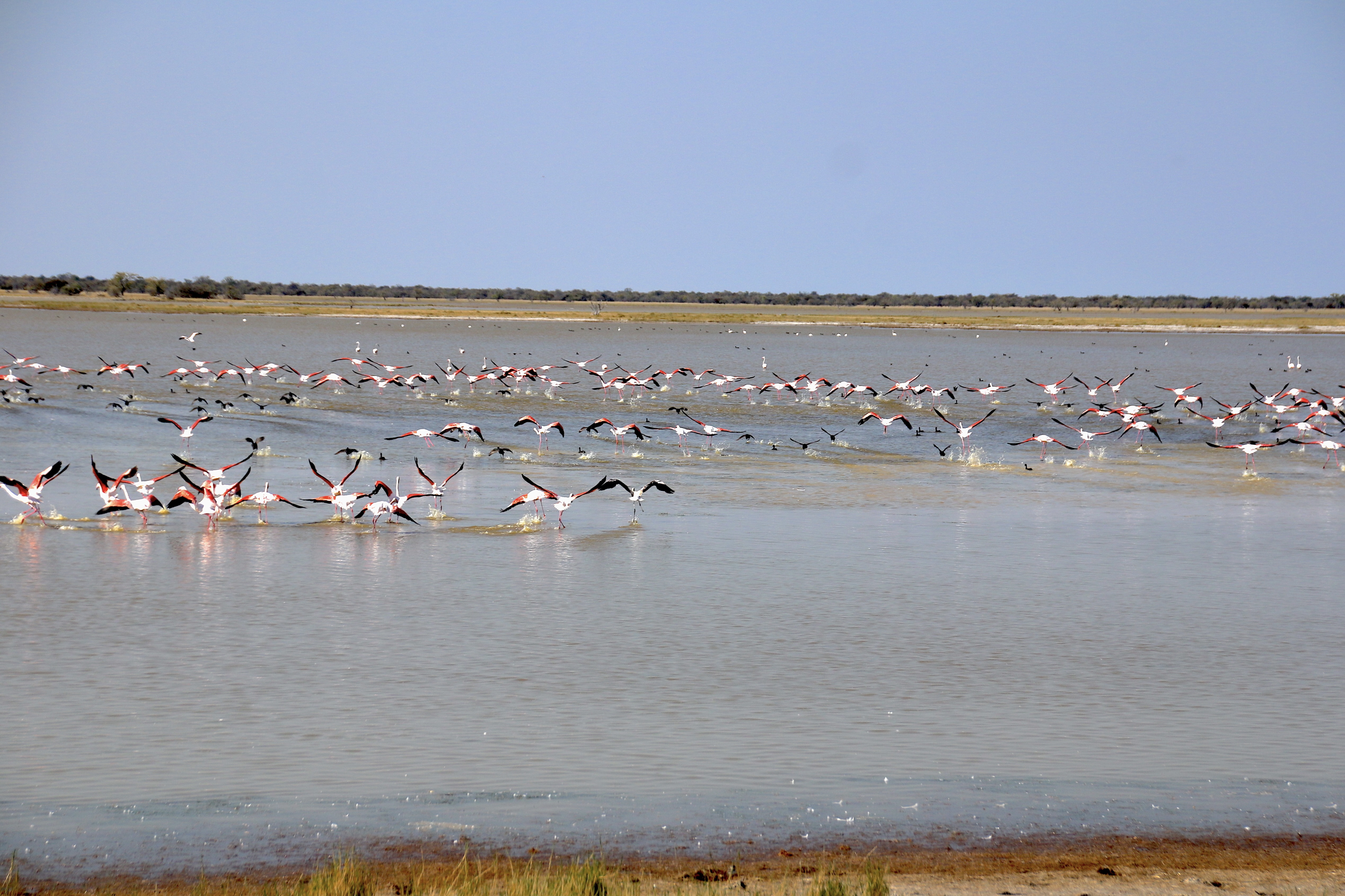